# Kannabateomys amblyonyx
Genre
Espèce
Statut de conservation UICN

 LC  : Préoccupation mineure
Le rat du bambou (Kannabateomys amblyonyx) est une espèce de rongeurs de la famille des Echimyidae. C'est la seule espèce du genre Kannabateomys. On trouve ce petit mammifère au Brésil, en Argentine et au Paraguay.

## Classification
Cette espèce a été décrite pour la première fois en 1845 par le zoologiste allemand Johann Andreas Wagner (1797-1861) et le genre Kannabateomys a été décrit pour la première fois en 1891 par le zoologiste néerlandais Fredericus Anne Jentink (1844-1913). 

### Liste des sous-espèces
Selon Mammal Species of the World (version 3, 2005)  (22 octobre 2013) :
- sous-espèce Kannabateomys amblyonyx amblyonyx
- sous-espèce Kannabateomys amblyonyx pallidior